# Blauet (color)

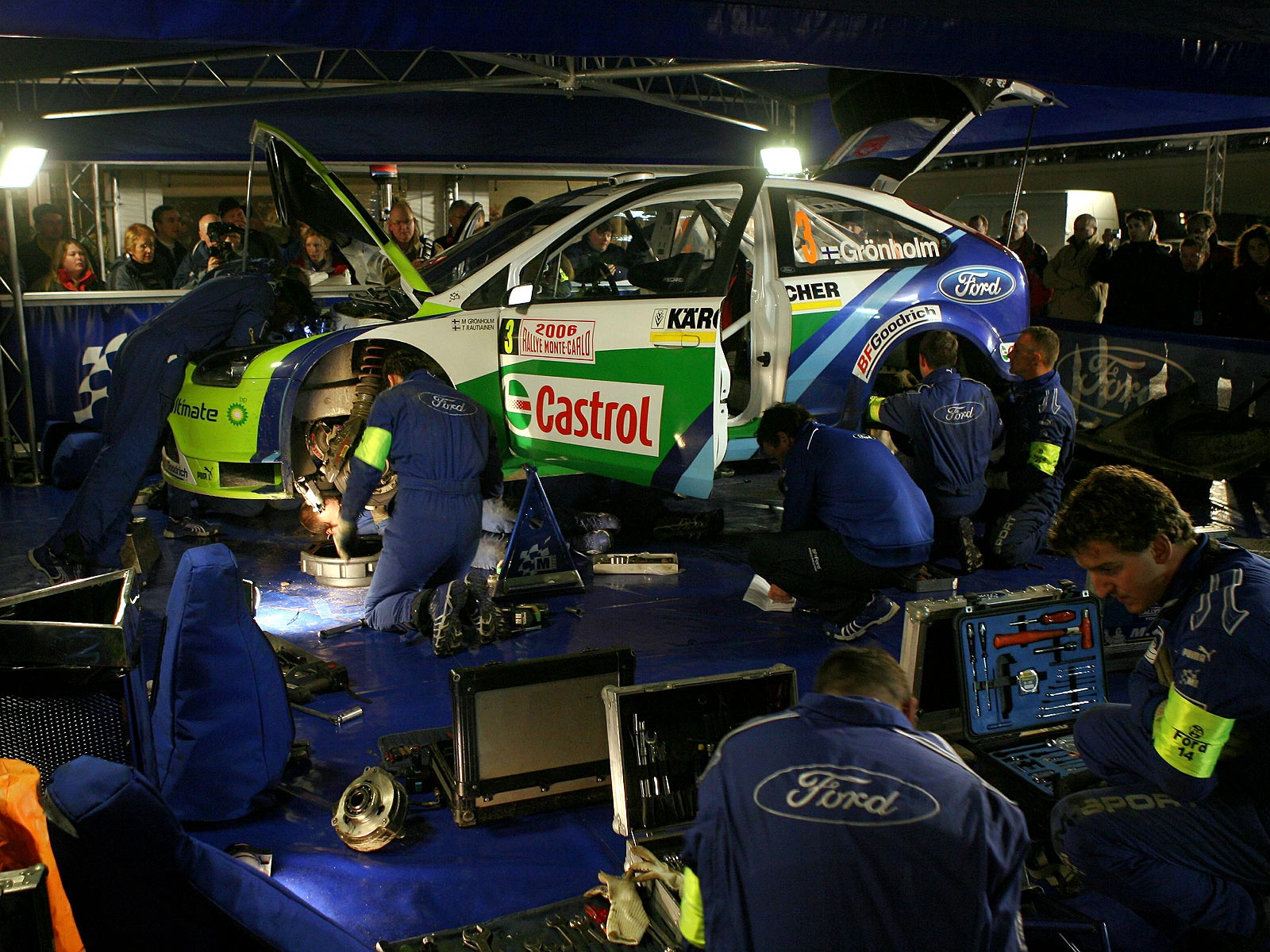
Mecànics de Ford Motor Company.

Blauet, blavet o matablanc és un color que pren el nom del producte de vidre en pols acolorit amb pigment esmalt, usat en bugaderia i tintures de blau fosc intens. S'afegeix al midó o a l'aigua en emmidonar o rentar la roba blanca per a llevar-li la grogor i emblanquir-la.
Una mostra del color blauet:

## Localització i usos
- Blauet és un color d'obres pictòriques.

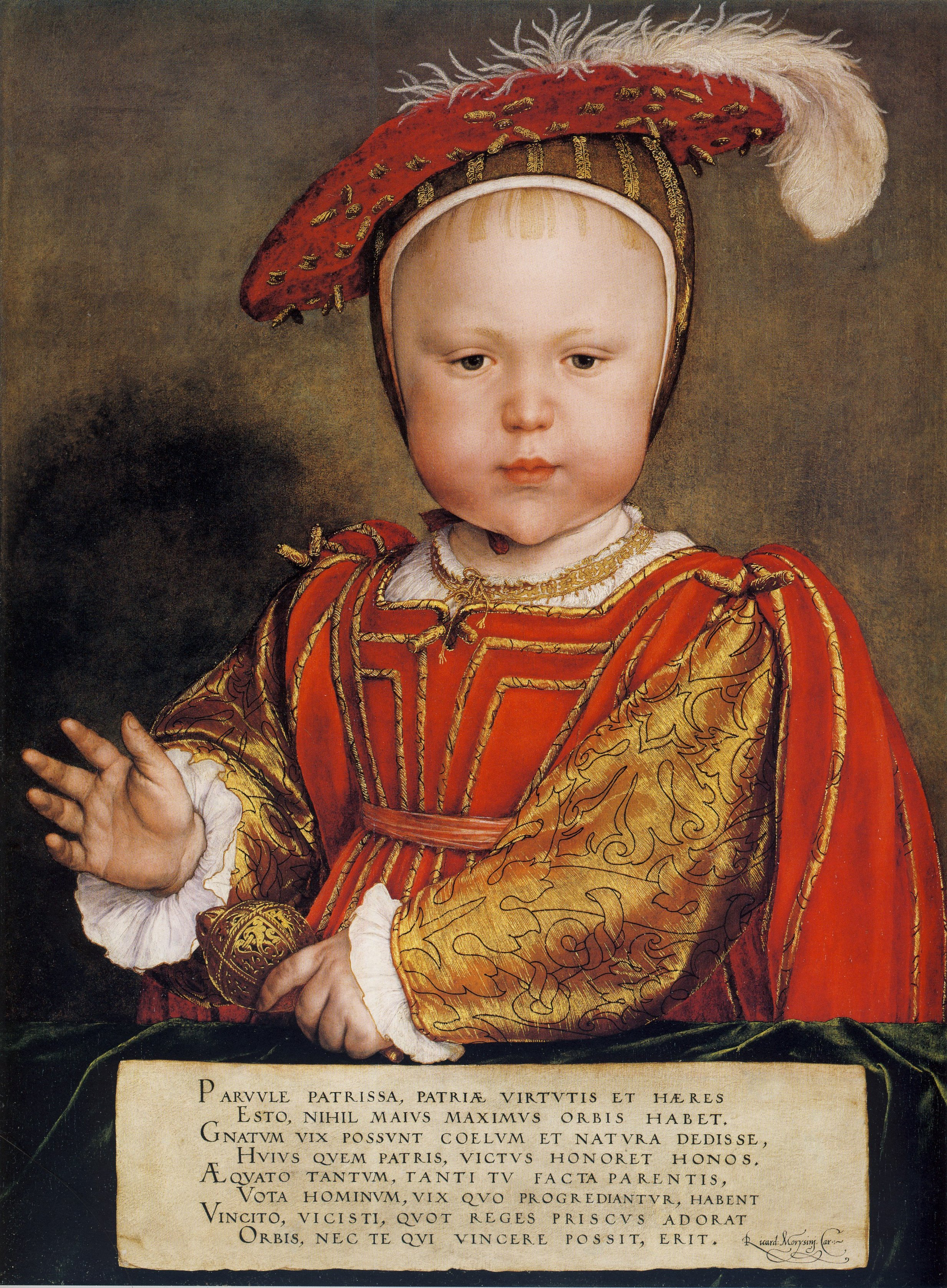
Edward VI, Holbein. Pintat amb fons de color blauet o esmalt que amb el temps s'ha tornat marró.

- Blauet és el color tradicional de la roba de treball.